# 希臘交通
希臘交通在過去二十年有著明顯的變化。希臘的基礎設施完成了顛覆性的現代化，公路、鐵路、城市交通和航空運輸水平都有明顯提升。但島嶼之間的主要交通方式仍然是輪渡。而希臘交通的改善也支撐了希臘的經濟發展，在過去十年希臘經濟嚴重依賴建設業。希臘現在鐵路總長度大2,571 km。雅典和塞薩洛尼基還擁有捷運交通系統。2010年，希臘高速公路長度達1600 km。希臘海岸線漫長加上島嶼眾多，使得海運成為希臘重要的交通方式。希臘共有82個機場。